# Shin Megami Tensei IV
Shin Megami Tensei IV — японская ролевая игра, разработанная компанией Atlus эксклюзивно для Nintendo 3DS. Была выпущена в мае и июле 2013 в Японии и Северной Америке соответственно. Цифровой релиз в Европе состоялся в октябре 2014. Геймплей в сравнении с прошлыми частями кардинальных изменений не претерпел.  
Сюжет повествует о Флинне, самурае, защищающем средневековое Королевство Микадо от атак враждебно настроенных демонов. Когда загадочный Чёрный Самурай начинает обращать людей в демонов, Флинн в компании трёх компаньонов собирается с этим покончить. Погоня за Чёрным Самураем вовлекает Флинна и его спутников в самый разгар борьбы за власть между силами Ангелов и Демонов.
Игра отлично продалась, став одной из самых продаваемых в Японии за год, и получила положительные отзывы игроков со всего мира.

## Отзывы
| Сводный рейтинг | Сводный рейтинг |
| Агрегатор       | Оценка          |
| --------------- | --------------- |
| GameRankings    | 84,03 %         |